# Myiodynastes solitarius
El bienteveo rayado meridional (Myiodynastes solitarius), es una especie –o la subespecie Myiodynastes maculatus solitarius, dependiendo de la clasificación considerada– de ave paseriforme de la familia Tyrannidae perteneciente al género Myiodynastes. Es nativa de América del Sur.

## Distribución y hábitat
Se distribuye en el este y sureste de Perú y centro y este de Brasil al sur hasta el este de Bolivia, Paraguay, Argentina (al sur hasta La Rioja, San Luis, La Pampa y norte de Buenos Aires) y Uruguay; las poblaciones sureñas migran hacia el norte. Es vagante ocasional en Chile
Esta especie está ampliamente diseminada y es bastante común en una variedad de hábitats naturales: en bordes de selvas húmedas montanas y de tierras bajas, manglares, sabanas y bosques secundarios altamente degradados. Hasta los 3000 m de altitud. Migra a Venezuela, Amazonia y las Guayanas de marzo a septiembre, durante el invierno austral, allí prefiriendo várzeas y formaciones riparias. Principalmente abajo de los 1500 m de altitud.

## Sistemática

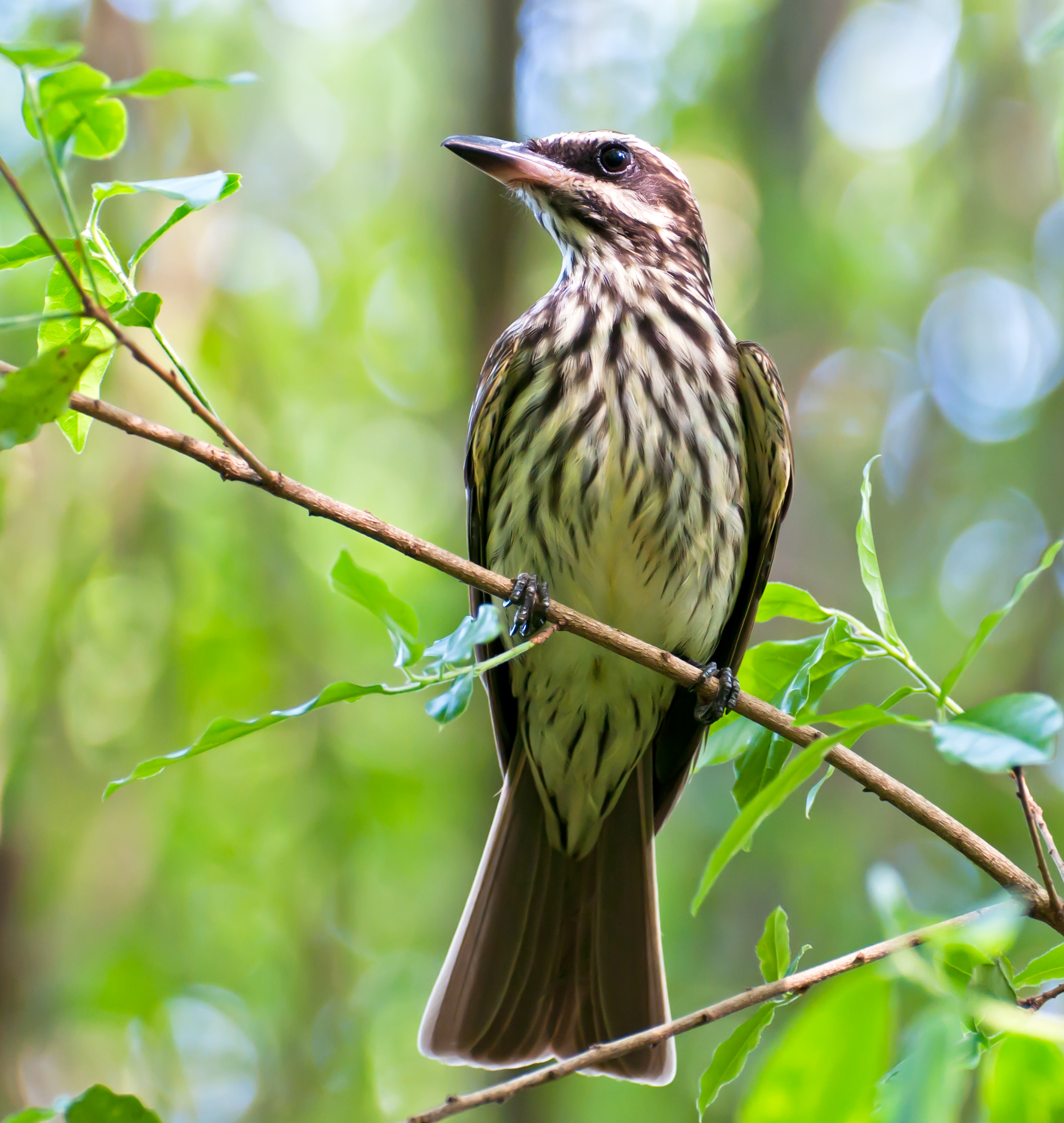
Bienteveo rayado (Myiodynastes maculatus) en la reserva natural de Piraju, Brasil.

### Descripción original
La especie M. solitarius fue descrita por primera vez por el naturalista francés Louis Pierre Vieillot en 1819 bajo el nombre científico Tyrannus solitarius; la localidad tipo es: «Paraguay».

### Etimología
El nombre genérico masculino «Myiodynastes» se compone de las palabras del griego «μυια muia, μυιας muias» que significa ‘mosca’, y «dunastēs » que significa ‘dictador’; y el nombre de la especie «solitarius», en latín  significa «solitario».

### Taxonomía
La presente especie es tradicionalmente tratada como una subespecie del bienteveo rayado (Myiodynastes maculatus), pero las clasificaciones Aves del Mundo (HBW) y Birdlife International (BLI) la consideran una especie separada com base en diferencias morfológicas y de vocalización. Sin embargo esto no es todavía reconocido por otras clasificaciones. Es monotípica. 
Las principales diferencias apuntadas por HBW para justificar la separación son: el plumaje en general tiene el color ocre-rufo muy reducido, incluyendo los bordes de las alas y la cola; el estriado de las partes superiores e inferiores mucho más ancho y profundo, de color negruzco y no pardo, tornando la corona y la cola mayormente negros; el canto del amanecer tiene cinco notas en el cual la última es de timbre bajo y ascendiente, mientras que en M. maculatus es de tiembre alto y ascendiente; y un llamado diurno consistente en un arrastrado «kuit» y no un arrastrado «kuk» (de frecuencia máxima mucho mayor en el último).